# Cuscuta mitriformis
Cuscuta mitriformis är en vindeväxtart som beskrevs av Georg George Engelmann och William Botting Hemsley. Cuscuta mitriformis ingår i släktet snärjor, och familjen vindeväxter. Inga underarter finns listade i Catalogue of Life.